# El Cerrón (Dalías)
El Cerrón es un cerro amesetado que forma una plataforma de escarpadas paredes e inclinación S.E. Se extiende a 4 kilómetros al sur de Dalías (Almería) y se sitúa entre los 449 y 320 metros de altitud. 

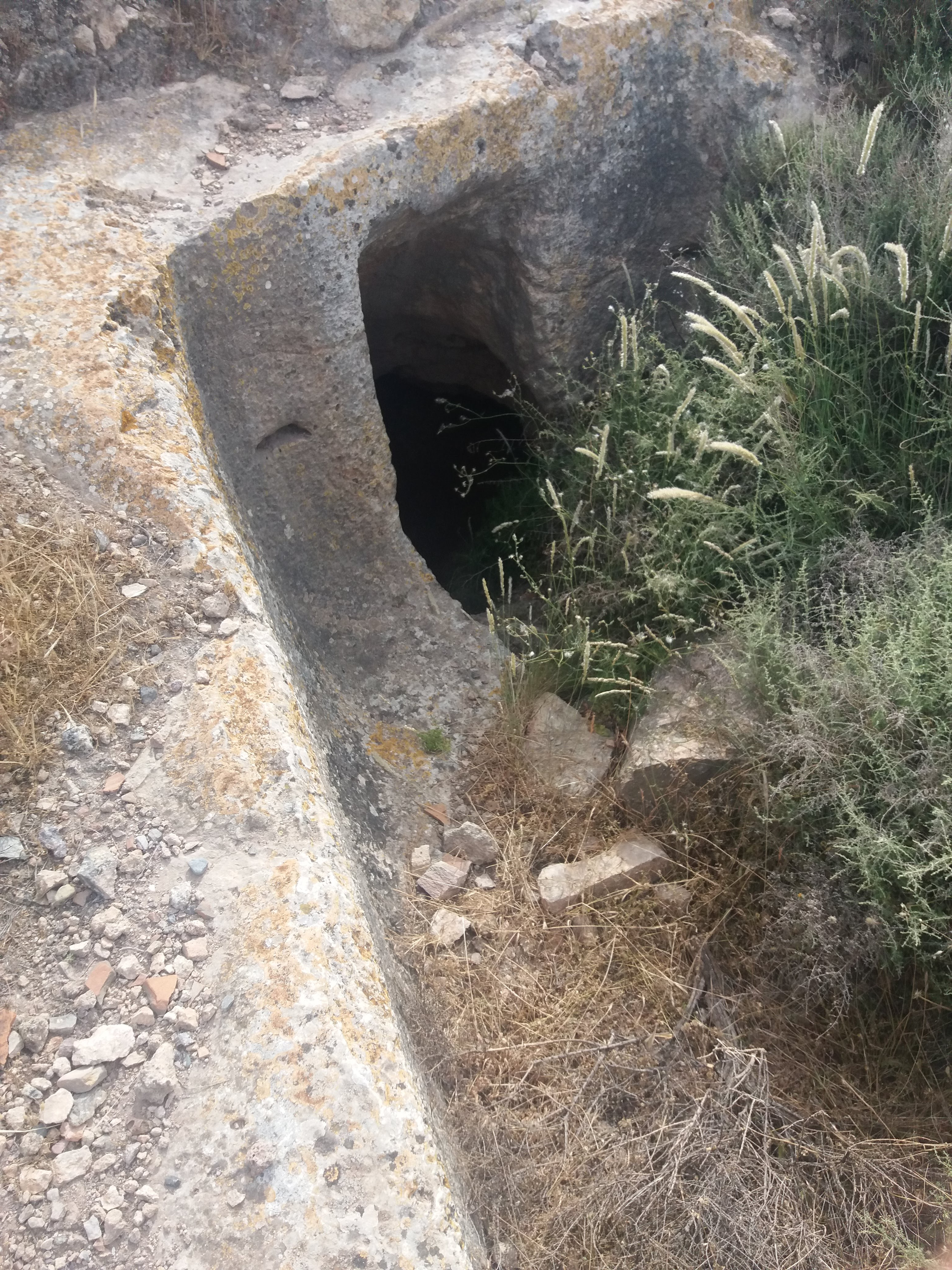

## Zona arqueológica de «El Cerrón»
La zona arqueológica de «El Cerrón» es uno de los más importantes yacimientos ibéricos de la provincia de Almería, cuyo período de ocupación, constatado a través de los materiales arqueológicos, abarcaría desde el Bronce Final hasta el siglo II (cerámica romana republicana), localizándose también cerámicas ibéricas de los siglos V al II y ánforas de los siglos V y IV a. C. 
La abundancia de restos de escoria y láminas de plomo demuestran la explotación de la riqueza minera de la zona, coincidiendo con un momento de fuerte desarrollo de la metalurgia de este metal. 

### La ciudad de Odisseia
Este asentamiento parece coincidir con la ciudad ibérica de los turdetanos llamada Odisseia, abandonada a finales del siglo I a. C., lo que lo convierte en un interesante núcleo para el conocimiento de los asentamientos humanos de esta época.
Entre los restos de construcciones aparecidos se encuentran restos de un edificio levantado con sillares de arenisca con un entablamento de relieves formando un motivo clásico. Igualmente, se encuentra una cisterna o cavidad excavada en la roca con puerta de acceso a una sala subterránea, silos excavados, pozos circulares para recogida de agua y restos de un doble amurallamiento al sur. 
Su máxima intensidad problacional parece situarse en el siglo IV a. C., coincidiendo quizá con un momento de fuerte desarrollo de la metalurgia del plomo, como lo evidencian los abundantes restos de escoria y láminas halladas.
Con la conquista romana quedó rápidamente despoblado a favor del establecimiento próximo de Murgi, situado en la llanura contigua.

## Fuente
Decreto 52/1996, de 6 de febrero por el que se declara Bien de Interés Cultural, con la categoría de zona arqueológica, el yacimiento denominado «El Cerrón», en el término municipal de Dalías (Almería).